# Superman 2
Superman 2 je fantazijski film iz leta 1980, posnet po stripovskem junaku iz stripa DS Comics, ki sta ga leta 1932 ustvarila američan Jerry Siegel in kanadčan Joel Schuster. Je edini film, ki sta ga režirala dva režiserja. Kot glavni Richard Lester in Richard Donner, ki je prispeval manjši del, glavno vlogo pa je imel Christopher Reeve. Ta film je bil na novo prikazan in posnet v letu 2006 pod imenov "Superman 2: Verzija Richarda Donnerja"